# Kęstutis Lapinskas
Kęstutis Lapinskas (* 29. Januar 1937 in Bedaliai, Rajongemeinde Šakiai) ist ein litauischer Verfassungsrechtler und Dozent an der Universität Vilnius, ehemaliger Vorsitzender Richter des Litauischen Verfassungsgerichts und Politiker.

## Karriere
Nach dem Abitur an der Mittelschule absolvierte Kęstutis Lapinskas 1960 das Jurastudium an der Juristischen Fakultät der Universität Vilnius und nach dem Studium von 1963 bis 1966 an der Lomonossow-Universität in Moskau promovierte er zum Thema „Rechtliche Stellung der Industrievereinigungen“ (lit. „Pramonės susivienijimų teisinė padėtis“).
Von 1966 bis 1990 war er Hochschullehrer der Juristischen Fakultät der Universität Vilnius, Dozent (seit 1983), Leiter des Lehrstuhls für Staatsrecht (von 1973 bis 1990). Von 1993 bis 1999 und 2002 bis 2011 war er Richter des Verfassungsgerichts, von 2008 bis 2011 als Vorsitzender. Von 1999 bis 2000 war er Leiter der Abteilung für Verwaltungssachen des Appellationsgerichts Litauens, von 2000 bis 2002 Leiter des Verwaltungsgerichts Litauens.
Kęstutis Lapinskas ist verheiratet und hat zwei Töchter und einen Sohn.